# پیچک ایتالیایی
پیچک ایتالیایی (نام علمی: Convolvulus cantabrica) نام یک گونه از سرده پیچک است.

## نگارخانه

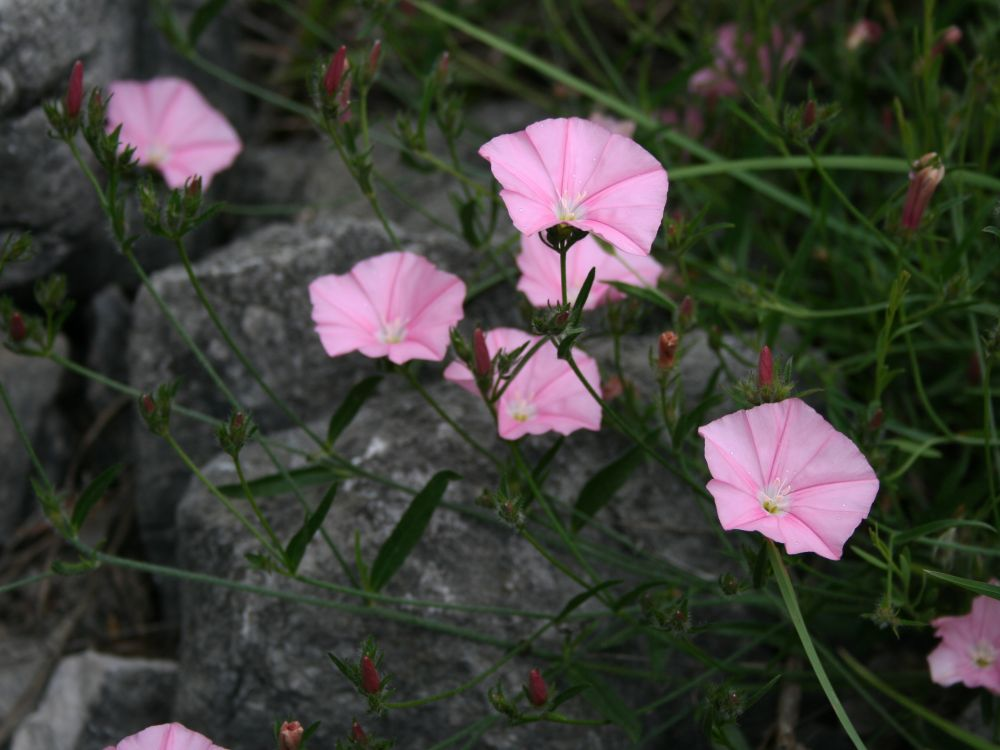
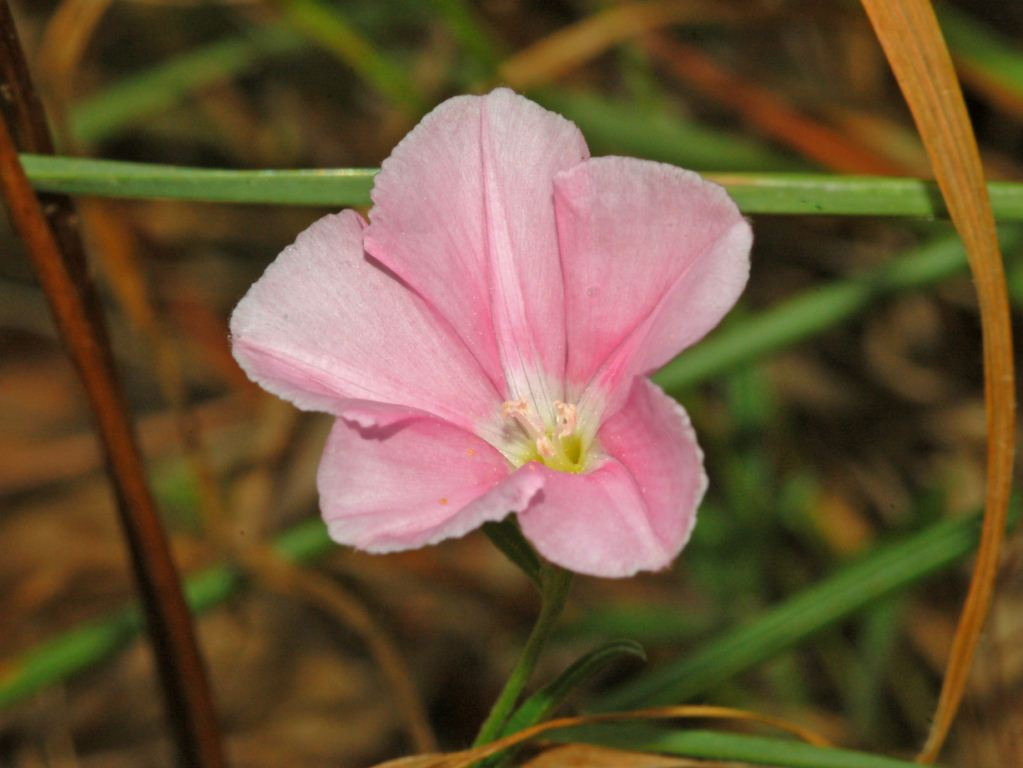
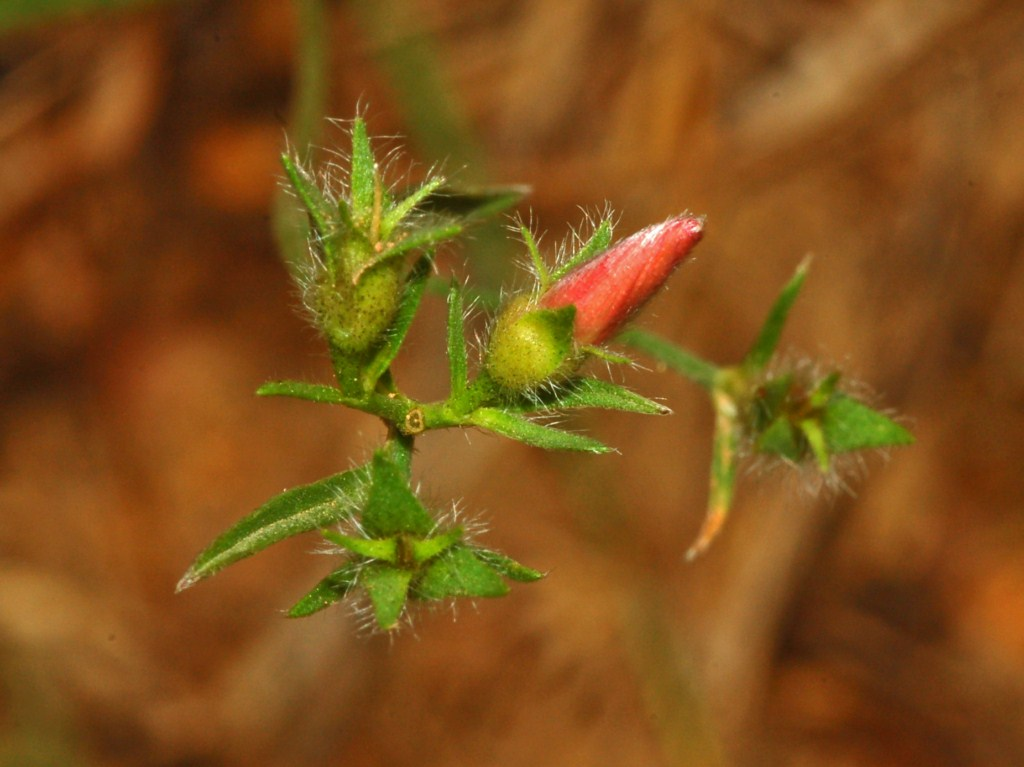
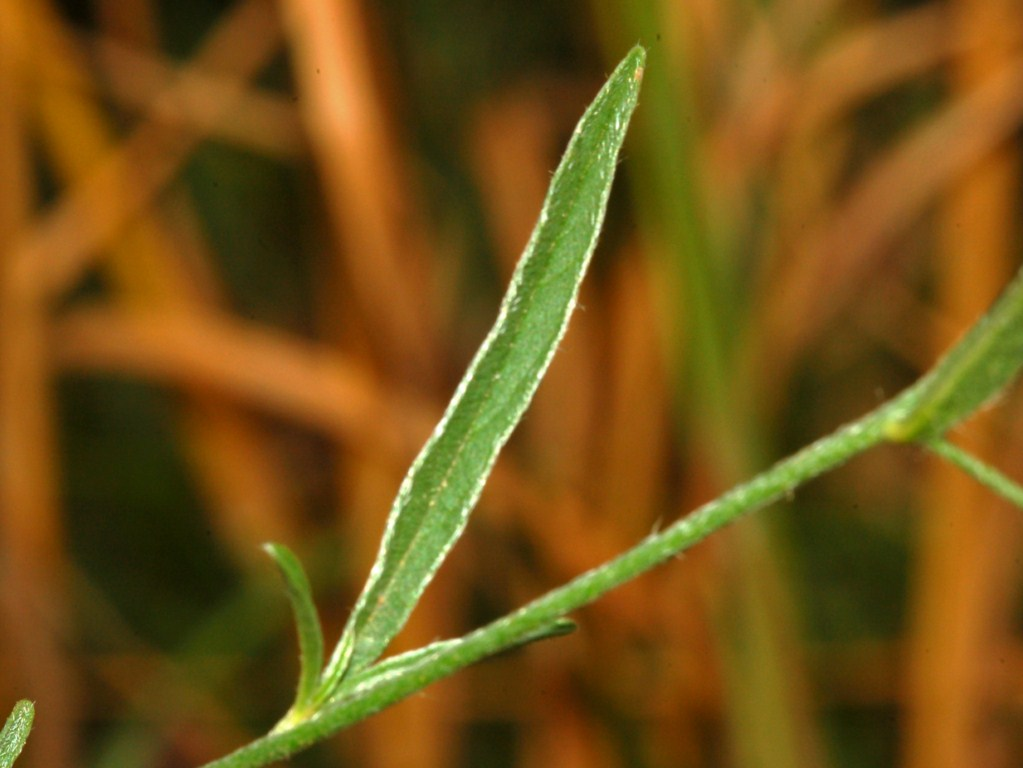